# 尚波利
尚波利（法語：Champoly，法語發音：[ʃɑ̃pɔli]）是法国卢瓦尔省的一个市镇，位于该省西部，属于罗阿讷区。

## 地理
尚波利（45°51'28"N, 3°50'8"E）面积14.89 平方千米，位于法国奥弗涅-罗讷-阿尔卑斯大区卢瓦尔省，该省份为法国中南部省份，北起顺时针与索恩-卢瓦尔省、罗讷省、伊泽尔省、阿尔代什省、上盧瓦爾省、多姆山省和阿列省接壤。
与尚波利接壤的市镇（或旧市镇、城区）包括：圣罗曼迪尔费、圣马塞尔迪尔费、圣马丹拉索沃泰、莱萨勒、昂宗河畔韦特尔。

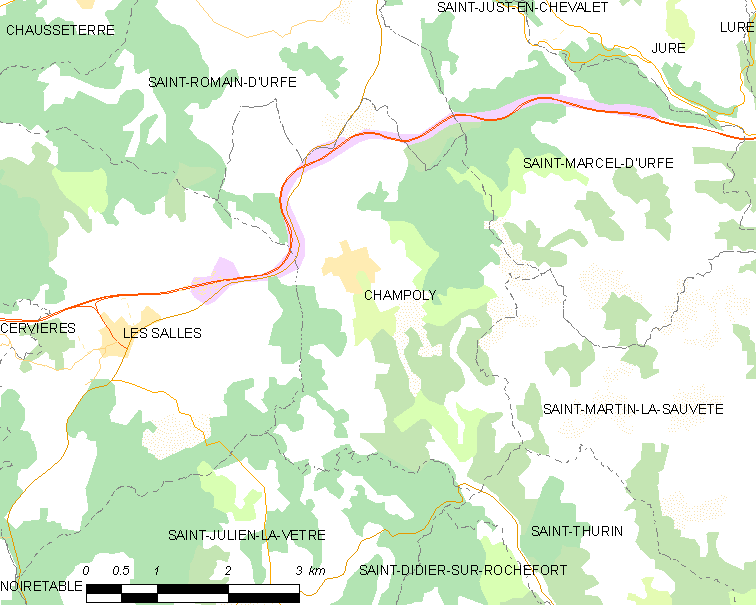
尚波利的OSM定位图

尚波利的时区为UTC+01:00、UTC+02:00（夏令时）。

## 行政
尚波利的邮政编码为42430，INSEE市镇编码为42047。

## 政治
尚波利所属的省级选区为勒奈松县。

## 人口

1962-2008年间尚波利人口变化图示

尚波利于2022年1月1日时的人口数量为315人。

## 交通
卢瓦尔省省道D24线和D44线在境内交汇。法国国家A89号高速公路经过境内北部但未设出入口。